# Daniel Hug (Kunsthändler)
Daniel Claude Hug (* 1968 in Zürich) ist ein US-amerikanischer Kunsthändler. Er ist seit 2008 der Direktor der Kunstmesse Art Cologne.

## Leben und Wirken

### Herkunft und Werdegang
Daniel C. Hug wuchs in einem kunstfreundlichen Zürcher Elternhaus auf. Er wurde als jüngerer Sohn des schweizerischen Architekten Hans-Ruedi Hug und seiner Frau Hattula Moholy-Nagy (* 1933) geboren. Seine Mutter war die ältere Tochter des Künstlers László Moholy-Nagy, die – in Berlin geboren – mit ihren Eltern László und Sibyl Moholy-Nagy emigrierte und in den Vereinigten Staaten aufwuchs. Sie studierte Archäologie (mit MA und Promotion) und war nach dem Tod ihrer Mutter und ihrer Schwester 1971 Alleinerbin und Verwalterin des Nachlasses ihres Vaters geworden. Nach ihrer Scheidung 1979 zog Hattula Hug-Moholy-Nagy mit den beiden Söhnen Andreas und Daniel nach Ann Arbor, Michigan.
Nach dem Besuch der Ann Arbor Community High School bis 1987 studierte Daniel Hug Malerei, Fotografie und Kunstgeschichte an der School of the Art Institute of Chicago und schloss Anfang der 1990er Jahre mit einem Bachelor of Fine Arts (BFA) ab.

### Berufliche Tätigkeiten
Nach verschiedenen Tätigkeiten im Kunstbereich in Los Angeles, kehrte er 1994 nach Chicago zurück und stieg – nachdem er seine eigene Malerei aufgegeben hatte – in den Kunsthandel ein. Mit seiner RX Gallery wurde er wider Erwarten zur Art Chicago, der damals wichtigsten amerikanischen Kunstmesse, zugelassen und avancierte in den Folgejahren 2000 und 2001 zu einem Mitglied des Zulassungsausschusses. Mit einem Kollegen, dem Künstler Michael Hall, betrieb er den Chicago Project Room (CPR), wo sie unter anderem Performances veranstalteten, zeitgenössische Musik aufführten und Künstler und Künstlerinnen wie Candice Breitz, Helen Mirra, Muntean/Rosenblum und Gerwald Rockenschaub ausstellten.
2003 wechselte Hug mit seinem Kunsthandel in das Chinatown-Viertel nach Los Angeles, firmierte unter Daniel Hug Gallery und vertrat junge Künstler aus den USA, aus Deutschland und Polen, unter anderem in Zusammenarbeit mit der Berliner Galerie Baudach. Er nahm, wie bereits mit dem CPR, an der Kunstmesse Liste – The Young Art Fair in Basel teil und beschickte die Art Basel Miami Beach, die Art Forum Berlin und weiterhin die Art Chicago. Zugleich war er Teilnehmer und Berater der Art LA, der Kunstmesse von Los Angeles. Parallel dazu arbeitete er für die Moholy-Nagy Foundation und konnte so seine Kontakte zu Sammlern, Kunstmuseen und Galerien der Klassischen Moderne ausbauen. 2007 war er Mitglied in der Jury des Open Space auf der Art Cologne.
Zum 1. Mai 2008 wurde Hug – als Nachfolger von Gérard Goodrow – zum Direktor der Kunstmesse Art Cologne berufen. 2012 führte er zudem kommissarisch die im November des gleichen Jahres stattfindende Messe Cologne Fine Art & Antiques.
Hug lebt in Köln. Er ist Auslandsschweizer.